# Билион
Билион је назив за позитиван природан број који се записује као 1.000.000.000.000. Запис има дванаест нула и може бити читан као хиљаду милијарди или милион милиона.
У енглеском језику, билион се користи као назив за позитиван природан број који се записује као 1.000.000.000 (девет нула) који се у српском језику назива милијарда.